# Mount Palmer (ort)
Mount Palmer är en ort i Australien. Den ligger i kommunen Yilgarn och delstaten Western Australia, omkring 370 kilometer öster om delstatshuvudstaden Perth. Antalet invånare är 117.
Trakten runt Mount Palmer är nära nog obefolkad, med mindre än två invånare per kvadratkilometer.. 
Omgivningarna runt Mount Palmer är i huvudsak ett öppet busklandskap. Genomsnittlig årsnederbörd är 360 millimeter. Den regnigaste månaden är juni, med i genomsnitt 47 mm nederbörd, och den torraste är februari, med 11 mm nederbörd.